# Marek Penksa
Marek Penksa (Veľký Krtíš, 4 agosto 1973) è un ex calciatore slovacco, di ruolo centrocampista.

## Caratteristiche tecniche
Può giocare sia da centrocampista offensivo che da attaccante.

## Palmarès
- Campionato ungherese: 1

Ferencvárosi: 2003-2004
- Coppa d'Ungheria: 2

Ferencvárosi: 2002-2003, 2003-2004
- Supercoppa d'Ungheria: 1

Ferencvárosi: 2004